# Search and destroy (tattica militare)

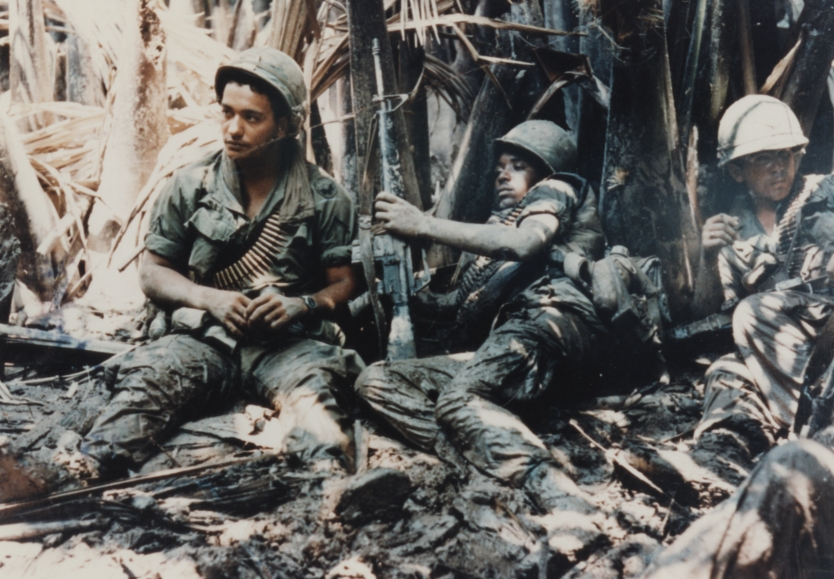
Soldati americani durante una pausa di un'operazione Search and destroy.

Search and destroy (in sigla S&D, nelle fonti in italiano letteralmente: cerca e distruggi generalmente nella forma tradotta ricerca e distruzione o individuazione e distruzione) è una tattica militare impiegata sistematicamente dalle unità da combattimento dell'Esercito degli Stati Uniti nel corso della guerra del Vietnam.
La tattica militare venne adottata soprattutto a partire dal 1965 nella fase della cosiddetta escalation, il periodo della guerra in Indocina caratterizzato dall'enorme incremento delle forze armate americane combattenti e dalla aggressiva strategia bellica complessiva studiata e applicata dal comandante in capo del MACV, generale William Westmoreland. Con questa tattica offensiva i generali americani ritenevano di poter individuare, agganciare, costringere al combattimento e distruggere le unità guerrigliere Vietcong e i reparti regolari nordvietnamiti, sfruttando la schiacciante potenza di fuoco dei reparti americani e la loro presunta superiore mobilità garantita dai mezzi meccanizzati e soprattutto dagli elicotteri.
Nella realtà operativa le missioni search and destroy nella giungla indocinese si dimostrarono pericolose, inefficaci e costarono forti perdite alle unità americane, spesso sorprese dai guerriglieri nemici in agguato; di fronte all'impossibilità di raggiungere successi decisivi, a partire dalla seconda metà del 1968 le grandi missioni di "ricerca e distruzione", condotte per quattro anni consecutivi, furono interrotte e le forze americane passarono ad una strategia meno aggressiva in vista di un progressivo ritiro dal Vietnam.

## L'impegno statunitense in Vietnam
Nel febbraio 1965 l'amministrazione americana del presidente Lyndon Johnson aveva preso la decisione di inviare le prime formazioni da combattimento degli Stati Uniti in Vietnam del Sud; la pianificazione originaria peraltro non prevedeva l'impiego di questi reparti in grandi compiti offensivi: le unità americane avrebbero dovuto soprattutto proteggere le basi aeree e logistiche più importanti già organizzate in Vietnam e costituire nuclei difensivi in grado di resistere e di formare utili punti d'appoggio per i rinforzi americani in caso di un possibile collasso completo della struttura politico-militare del Vietnam del Sud.

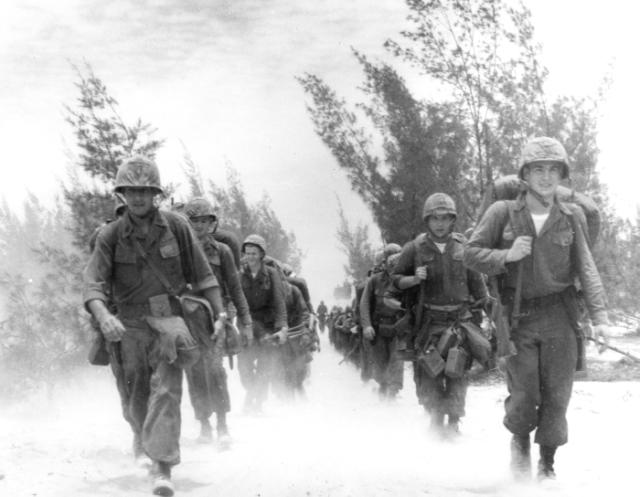
I marines della 9ª Marine Expeditionary Brigade nel marzo 1965, dopo essere sbarcati a Đà Nẵng.

La prima formazione da combattimento americana, la 9ª Marine Expeditionary Brigade (MEB) del Corpo dei Marines, giunse a Đà Nẵng l'8 marzo 1965 e inizialmente si limitò ad organizzare la difesa del perimetro della base. Il 5 maggio 1965 arrivò la prima unità dell'Esercito degli Stati Uniti, la 173ª brigata aviotrasportata, parte delle forze di intervento rapido del Pacifico che venne trasportata per via aerea da Okinawa alla base di Bien Hoa. Dopo aver consolidato le difese della base aerea, tuttavia gli aviotrasportati americani iniziarono missioni più aggressive per riprendere il centro di Dong Xoai e proteggere il territorio circostante la capitale Saigon.
Mentre le prime formazioni americane giungevano in Vietnam del Sud, la situazione sul campo per il governo di Saigon continuava ad aggravarsi; i reparti vietcong moltiplicarono gli attacchi nella zona costiera di Da Nang, Phu Bai, Chu Lai e nell'area della capitale, mentre altre forze, supportate dai primi reparti regolari dell'Esercito del Vietnam del Nord, erano all'offensiva negli Altipiani Centrali e sembravano in grado di raggiungere la costa frazionando in due parti in territorio sudvietnamita.
In questa situazione il generale William Westmoreland comunicò in toni drammatici al presidente Johnson che, in mancanza di decisioni radicali, la guerra sarebbe stata rapidamente perduta dagli alleati degli Stati Uniti e i comunisti avrebbero preso il potere in tutta la penisola indocinese. Il comandante in capo del MACV richiedeva quindi l'adozione del suo piano di operazioni e l'approvazione di un grande programma di impegno militare diretto americano con l'impiego massiccio e crescente delle unità da combattimento degli Stati Uniti che avrebbero dovuto assumere decisamente l'iniziativa. I piani del generale Westmoreland erano sostanzialmente condivisi dagli altri capi americani e anche dalla maggior parte dei politici statunitensi; subito dopo l'arrivo dei primi reparti di Marines si erano levate proteste contro il loro impiego passivo in modesti compiti di presidio e alcuni alti ufficiali avevano sottolineato come essi avrebbero dovuto iniziare ad "uccidere vietcong".

## I piani del generale Westmoreland

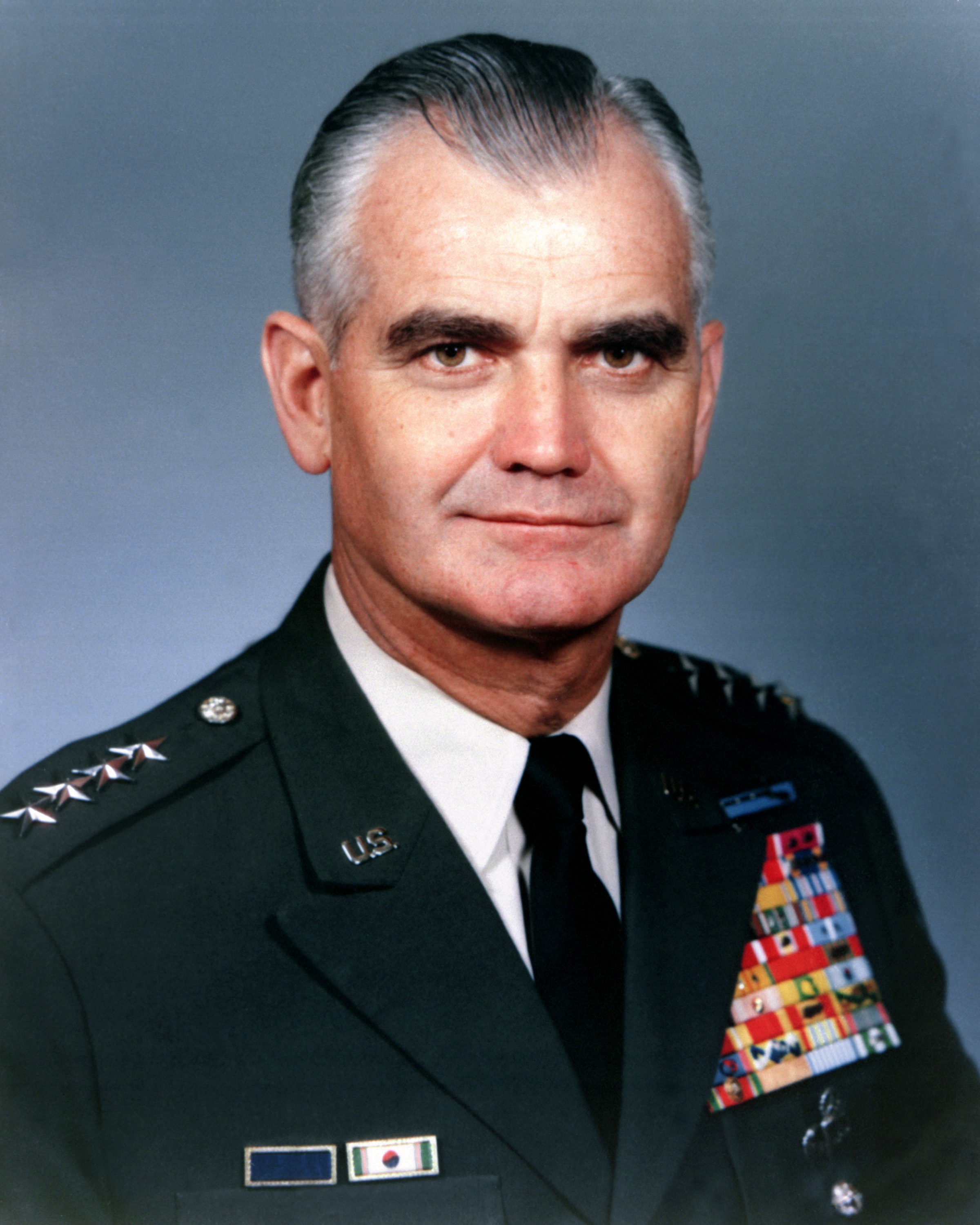
Il generale William Westmoreland, comandante in capo del MACV nel periodo 1964-1968.

Il generale Westmoreland aveva ideato, con la collaborazione dei suoi ufficiali del MACV, un vasto piano di operazioni generali per vincere la guerra in Vietnam; esso prevedeva un enorme programma di intervento sul campo di battaglia delle forze da combattimento americane che sarebbe stato scaglionato in un arco di tempo di alcuni anni. Dopo una prima fase di consolidamento delle posizioni e di contrasto delle più pericolose offensive nemiche, i reparti americani, costantemente rafforzati secondo un piano dettagliato di trasferimento di truppe fresche, avrebbero assunto l'offensiva e distrutto progressivamente le più importanti concentrazioni avversarie. La terza fase del piano del generale Westmoreland prevedeva un'offensiva finale su tutto il territorio del Vietnam del Sud per distruggere le "rimanenti forze e basi nemiche".
Il comandante in capo del MACV non nascose al presidente Johonson le difficoltà della sua missione e la necessità di agire metodicamente con tenacia e pazienza secondo un ben preciso piano di operazioni globale, ma nel complesso egli era fortemente ottimista e previde di vincere la guerra in Vietnam in tre anni-tre anni e mezzo. Dopo la fase preparatoria iniziale, nel 1966 sarebbero iniziate le grandi offensive ed entro il 1967 il generale Westmoreland riteneva di essere in grado di sferrare l'offensiva di rastrellamento finale.